# Curry Hammock State Park

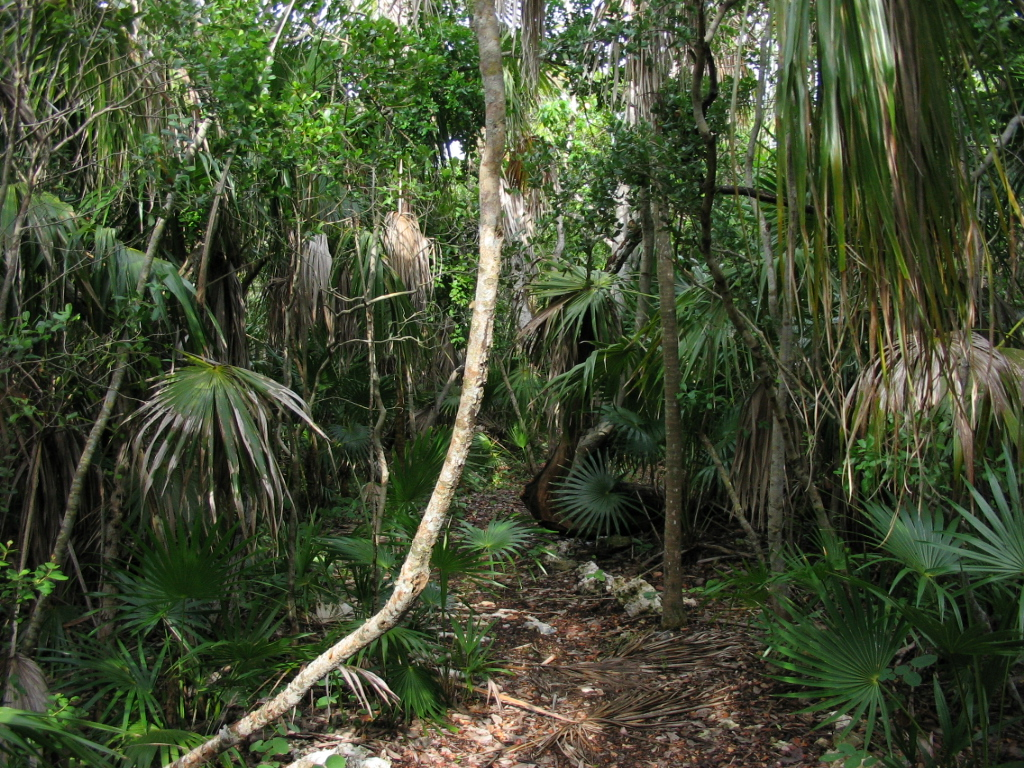
Curry Hammock State Park

Der Curry Hammock State Park ist ein Florida State Park, an beiden Seiten des  Overseas Highway in Florida, erreichbar ab MM 56.2 auf Crawl Key in den Florida Keys.
Er besteht aus einer Gruppe von Inseln in den Middle Keys der Florida Keys. Es besteht die Möglichkeit an der Atlantikseite von  Little Crawl Key zu schwimmen und Grill- und Picknickplätze.  Die Palmen auf diesen Inseln sind die grüßten Bestände dieser speziellen Art in den USA. Mangrovensümpfe, Seegraskolonien und Feuchtbiotope bieten sich den Bewohnern dieses Gebietes an.